# Аганян, Ара
Ара Аганян (арм. Արա Աղանյանрод; 25 мая 2000 года) — армянский тяжелоатлет, серебряный призёр чемпионатов Европы 2022 и 2023 годов.

## Карьера
В 2019 году на юниорском чемпионате Европы стал вице-чемпионом в весовой категории до 89 кг с результатом 358 кг по сумме двух упражнений.
На чемпионате Европы 2022 года в Тиране, в категории до 96 кг, завоевал серебряную медаль с результатом 375 кг по сумме двух упражнений.
В 2023 году, весной, на чемпионате Европы в Ереване, в категории до 96 килограммов, завоевал серебряную медаль с результатом по сумме двух упражнений 374 килограмма. В упражнении рывок стал бронзовым с весом 165 кг, а в упражнении толчок был вторым с весом 199 кг.

## Достижения
Чемпионат Европы
| Результат | Вес       | Год  | Место соревнований | Рывок | Толчок | Общий вес |
| Серебро   | до 96 кг. | 2022 | Тирана, Албания    | 170,0 | 205,0  | 375,0     |
| Серебро   | до 96 кг. | 2023 | Ереван, Армения    | 165,0 | 199,0  | 364,0     |